# Greatest Hits Video Collection
Greatest Hits Video Collection er en video, der indeholder næsten alle musikvideoer fra Smashing Pumpkins. Videoen blev udgivet af Virgin Records samtidig med bandets greatest hits-plade, Rotten Apples, d. 20. november 2001.
Videoen indeholder alle bandets musikvideoer i perioden 1991 til 2000 med undtagelse af "The End Is the Beginning Is the End", da den var udgivet af Warner Brothers. Derudover indeholder videoen en kortfilm, Try, og to liveoptagelser. Greatest Hits Video Collection blev solgt i mere end 50.000 eksemplarer i USA og mere end 10.000 eksemplarer i Frankrig. 

## Spor
1. "Siva"
2. "Rhinoceros"
3. "Cherub Rock"
4. "Today"
5. "Disarm"
6. "Rocket"
7. "Rocket" (alternate)
8. "Bullet with Butterfly Wings"
9. "1979"
10. "Zero"
11. "Tonight, Tonight"
12. "Thirty-three"
13. "Ava Adore"
14. "Perfect"
15. "The Everlasting Gaze"
16. "Stand Inside Your Love"
17. "Try, Try, Try"
18. "Geek U.S.A." (live fra 1993)
19. "Fuck You (An Ode to No One)" (live ved bandets farvelkoncert i 2000)
20. "I Am One" (ikke-tidligere udgivet musikvideo)
21. "Try" (kortfilm)
22. "Untitled"